# 帕科拉區
6°25′14″S 79°56′32″W / 6.4206°S 79.9422°W
帕科拉區（西班牙語：Distrito de Pacora），是秘魯的一個區，位於該國西北部蘭巴耶克大區的蘭巴耶克省，面積87.8平方公里，海拔高度53米，2005年人口7,095，人口密度每平方公里81人。